# Lövsta sopstation

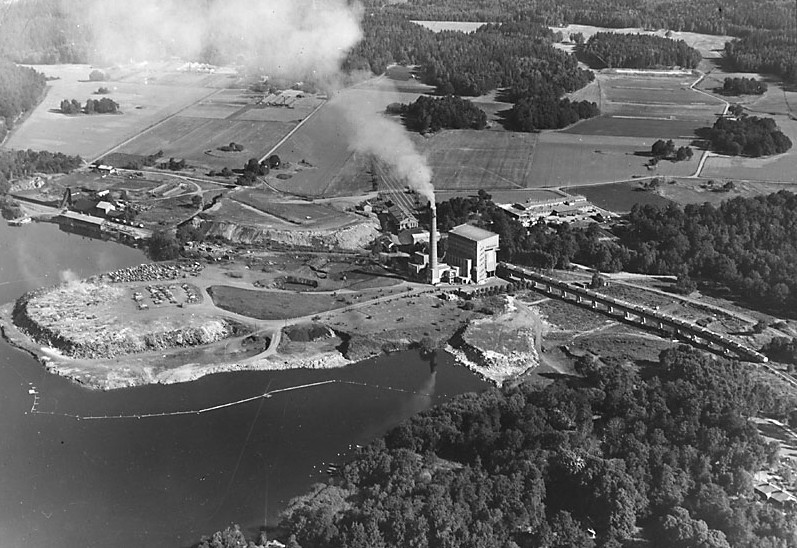
Lövsta sopförbränningsanläggning vid Lövstafjärden 1959.

Lövsta sopstation är en anläggning för sopåtervinning i Lövsta i stadsdelen Hässelby Villastad i Västerort inom Stockholms kommun. 
I Lövsta har Stockholms stad hanterat sopor och latrin allt sedan  1890-talet. Här fanns även en stor soptipp och två sopförbränningsanläggningar samt en järnvägslinje, kallad "silverpilen" för soptransport. Idag sker sopsortering för allmänheten vid Återvinningscentral  Lövsta (ÅVC) och återvinning av obrännbart eller farligt restavfall drivs i kommunens regi.

## Historik

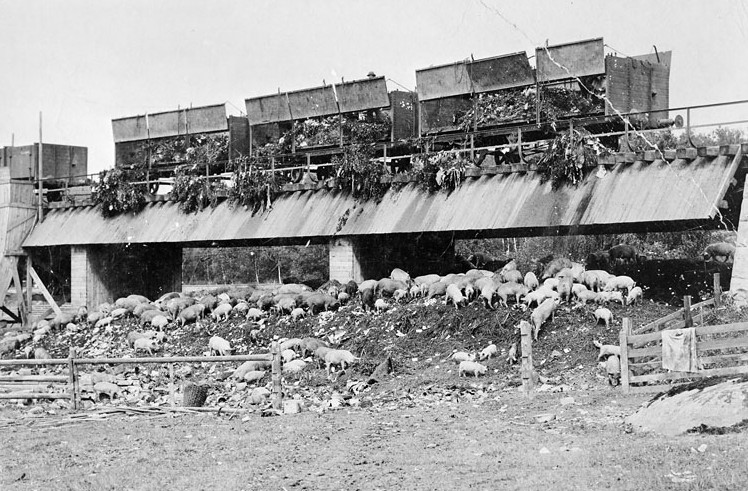
Grisar fick sortera sopor på Lövsta, ca 1900.

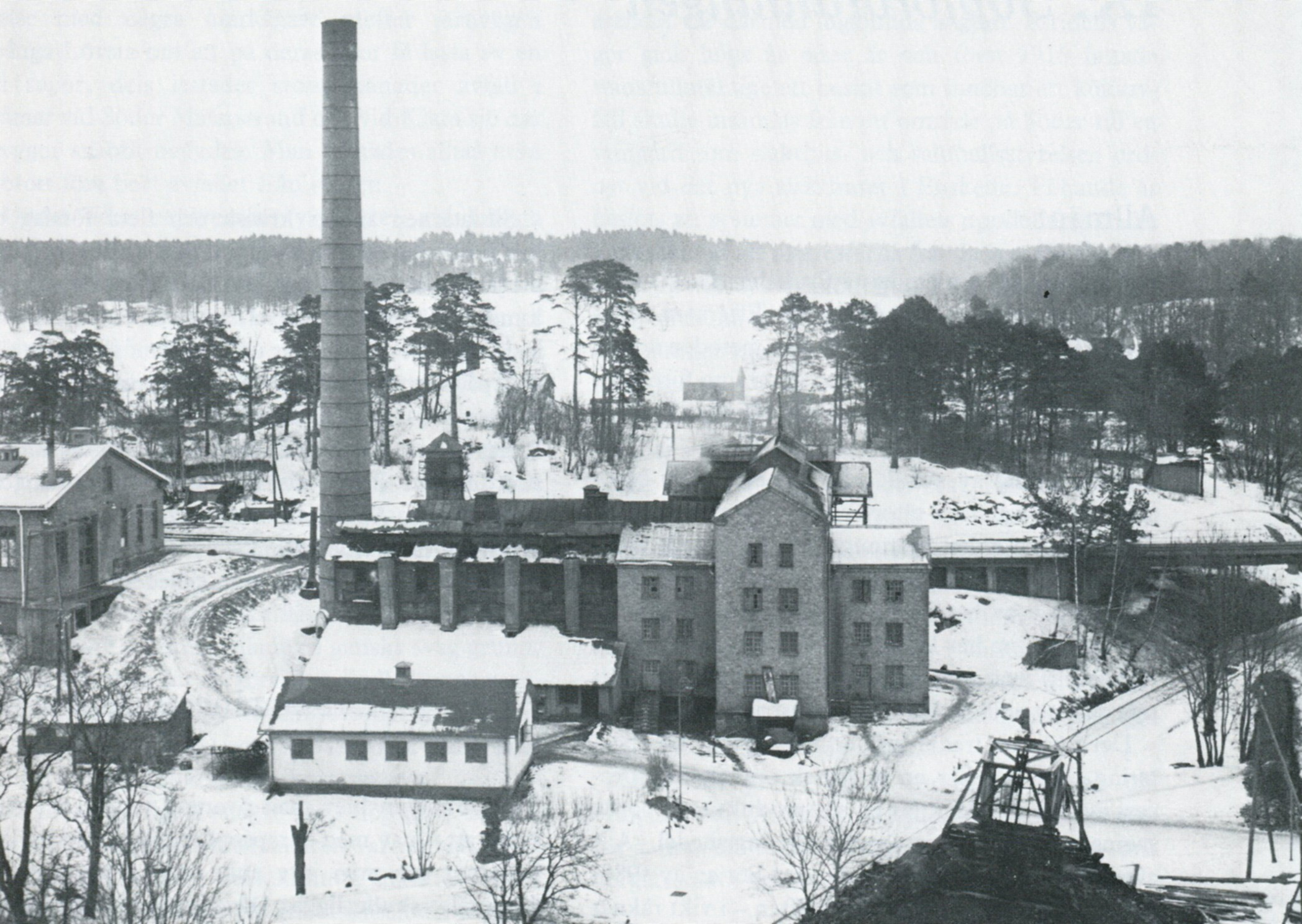
Lövsta sopförbränningsanläggning nr 1, 1920.

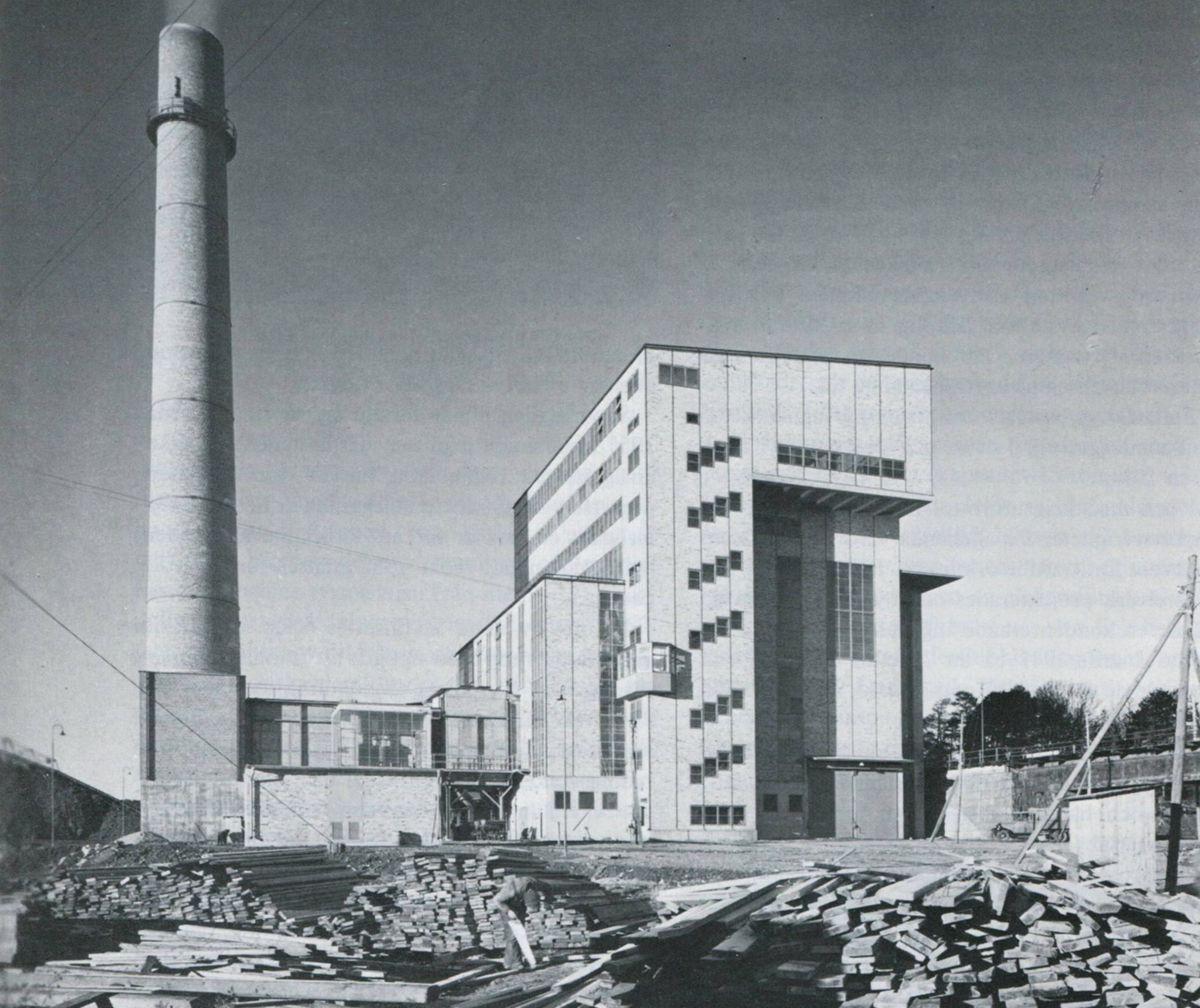
Lövsta sopförbränningsanläggning nr 2, 1938.

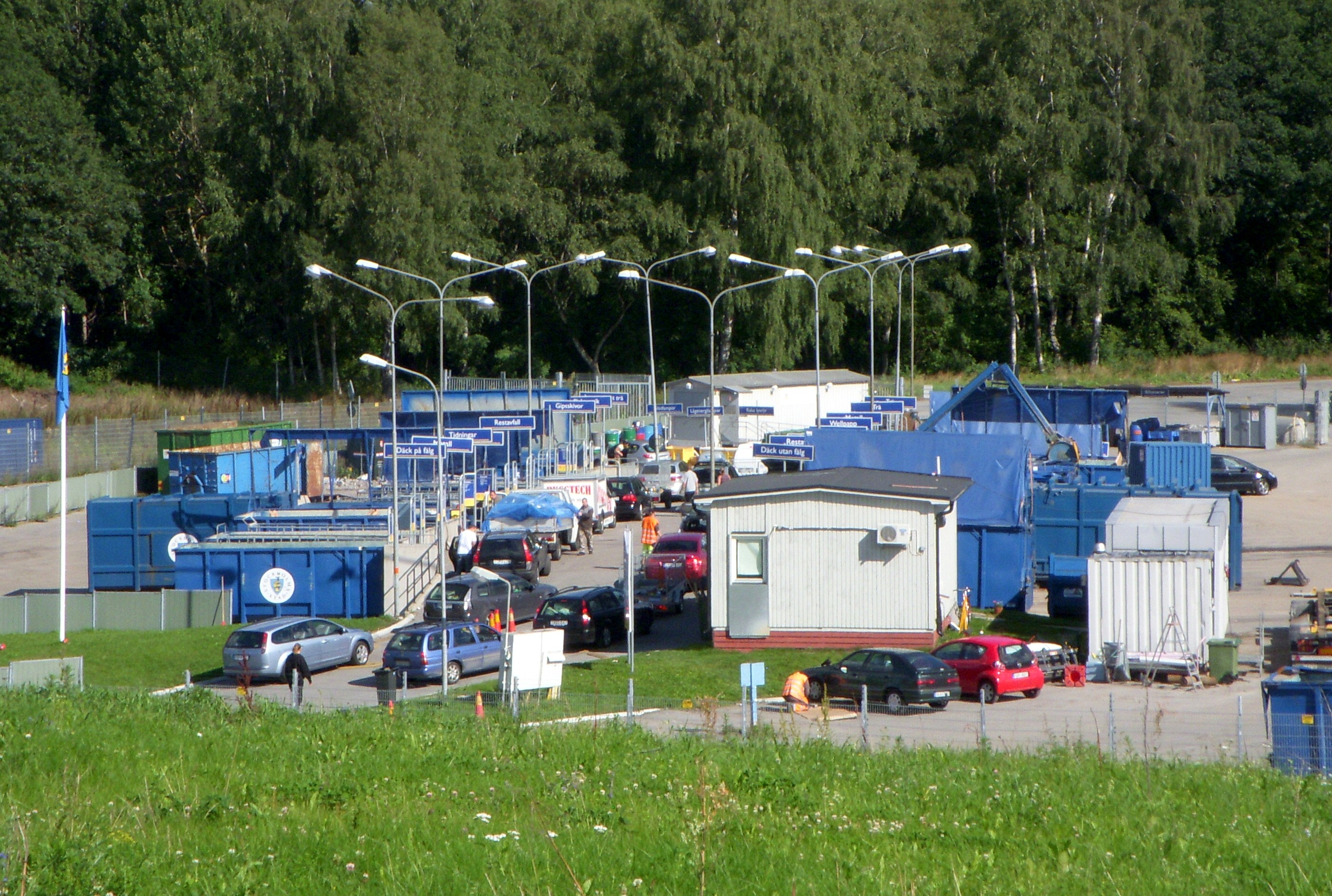
Återvinningscentral Lövsta, augusti 2010.

Etableringen i Lövsta började med att Stockholms stad 1879 sökte en ny plats för hantering av latrin från stadens allt större befolkning. Man ville även ha en plats för deponi av sopor långt utanför staden. Hittills hade latrin transporterats till Fjäderholmarna men där fanns inte mer plats och holmen låg för nära staden. År 1885 köpte Stockholms stad ett landområde på sammanlagt 280 hektar i Järfälla socken (numera hör området till Stockholms kommun). 
För att anlägga sopverket köpte Stockholms stad området som omfattade gårdarna Lövsta gård och Riddersviks gård. Riddersviks herrgård köptes från brukspatron Anders Mårten Ångman. Anledningen till köpet av Lövsta gård. var att bygga Lövsta sopstation på platsen för Lövsta by. Sopstationen togs i bruk år 1889. Året därpå fick man tillstånd att bygga ett stickspår från Spånga station till Riddersvik och tre år senare öppnades banan för trafik, den kallades Spånga–Lövsta järnväg. Sopdeponi och sopförbränningen finns inte längre kvar men återvinningscentralen tar fortfarande hand om sopor. Lantbruket på gården utarrenderades av Stockholms stad till slutet av 1970-talet. Idag bedrivs inget lantbruk utan byggnaderna används som häststall.
Byggnadsarbetena vid Lövstafjärden började 1887 och tog två år. Från Spånga station anlade man Spånga–Lövsta järnväg, också kallad "Lövstabanan", där tågen gick under namnet "Silverpilen". Soporna fraktades med specialkonstruerade järnvägsvagnar som förde sopor och latrin från Stockholm till den nya anläggningen. Man anlade särskilda lastkajer för sopor och latrin. 
Hösten 1889 kunde det första tåget gå från Stockholm till Lövsta och en ny epok tog sin början. Efter en del protester från befolkningen i omgivningen gavs 1893 klartecken att fortsätta med verksamheten.
Innan vattenklosettens dagar samlade en hel yrkeskår in latrin från stadens toaletter för vidare transport ut till Lövsta, där latrintunnorna tömdes och rengjordes. Ännu under 1950-talet hade en del hushåll i Stockholms innerstad latrinhämtning. Latrinen transporterades i metalltunnor med påskruvat lock. För hanteringen av latrin byggdes en så kallad pudrettfabrik (pudrett är en blandning av  latrin och torv). Produkten såldes som gödsel till handelsträdgårdarna i omgivningen. Latrinhanteringen i Lövsta upphörde 1976, därefter utfördes arbetet vid Gladö kvarn i Huddinge kommun.
Indirekt skapade latrinhanteringen på Lövsta den nya stadsdelen Hässelby. Under 1920-talet svarade handelsträdgårdarna i Hässelby för hälften av Stockholms behov av grönsaker.

## Grisar och sopförbränningsanläggning 1
År 1895 började Lövsta renhållningsstation föda upp grisar på hushållsavfall, men verksamheten avbröts eftersom grisarna dog av den osunda födan. År 1901 beslöt Stockholm stad att det var bättre att bränna soporna och man började bygga den första sopförbränningsanläggningen på området. Sex år senare kunde den tas i bruk med full kapacitet. 
Anläggningen klarade som mest att bränna 160 ton sopor per dag. Denna kapacitet visade sig snart inte vara tillräcklig och man blev tvungen att bränna sopor i det fria eller tippa dem i en vik av Lövstafjärden, som fanns intill anläggningen. År 1931 tippade man 80 000 ton sopor i Mälaren. Ännu under 1960-talet fanns här en stor soptipp med flockar av fiskmåsar över den. Numera är viken helt igenfylld och en helt ny strandlinje skapades, den gamla tippen är en gräsbevuxen kulle.

## Sopförbränningsanläggning 2
Redan 1923 övervägde man att sluta tippa avfallet i Mälaren och planerna på ytterligare en förbränningsanläggning tog gestalt. Olika placeringsalternativ närmare Stockholm gicks igenom och slutligen beslöt stadsfullmäktige 1936 att bygga en andra sopförbränningsanläggning i Lövsta. 
År 1938 invigde man den nya förbränningsanläggningen. Industribyggnaden hade ritats av arkitekt Holger Blom i en distinkt funktionalistisk stil och uppfördes under ledning av Gösta Lidén. De höga fasaderna var uppförda i gult tegel. Den stora skorstenen var nära 58 meter hög och hade en invändig toppdiameter om 3,5 meter. Den nya sopförbränningsanläggningen planerades för att kunna bränna 110 000 ton per år fördelat på tre ugnar.
Redan 1939 var volymen uppe i 140 000 ton sopor, något som efter förbränningen hade minskat till 35 000 ton slagg och aska.  Värmen från förbränningen gav ånga till landstingets närliggande tvätteri och slaggen lades på tippen. Annars tog man inte tillvara den värme som producerades.
Under 1960-talet installerades ytterligare en förbränningsugn och man försåg anläggningen med en högeffektiv rökgasrening som renade avgaserna från 95 procent av stoftet.

## Slutet för sopbränning
I samband med att Högdalenverket i Högdalen invigdes 1970 lades Lövstabanan ner och de 180 järnvägsvagnarna skrotades. Högdalsanläggningen var ansluten till fjärrvärmenätet, vilket inte var fallet med Lövstaanläggningen. 
Lövsta och Högdalen kördes parallellt i 16 år varefter  blev det allt svårare att försvara en fortsatt drift av sopförbränningsanläggningen i Lövsta och 1986 lades den ner. År 2006 revs anläggningen från 1936, medan delar av Lövstas första förbränningsanläggning fortfarande finns kvar. Av Lövstabanan finns fortfarande en liten rest av sopviadukten i skogen intill. På området finns förutom återvinningscentralen ett företag som sysslar med destruering av gamla kylskåp.

## Lövsta soptipp då och nu
| Den svart-vita bilden visar Lövsta soptipp 1962.Färgfotot till höger är taget på samma plats i augusti 2010. I bakgrunden syns Lövstafjärden.  |  | Den svart-vita bilden visar Lövsta soptipp 1962.Färgfotot till höger är taget på samma plats i augusti 2010. I bakgrunden syns Lövstafjärden. |
| Den svart-vita bilden visar Lövsta soptipp 1962. Färgfotot till höger är taget på samma plats i augusti 2010. I bakgrunden syns Lövstafjärden. |  | |